# قاعدة محمد نجيب العسكرية
قاعدة محمد نجيب هي قاعدة عسكرية مصرية تقع في مدينة الحمام بمحافظة مطروح تحمل اسم اللواء محمد نجيب، أول رئيس لمصر بعد ثورة 23 يوليو. تبلغ مساحة القاعدة حوالي 18 ألف فدان وبذلك هي تعد أكبر قاعدة عسكرية في أفريقيا والشرق الأوسط. وتم افتتاح القاعدة في يوم 22 يوليو 2017 بحضور كلاً من الرئيس المصري عبدالفتاح السيسي ومحمد بن زايد، ولي عهد أبوظبي،خليفة حفتر قائد الجيش الوطني الليبي، الأمير سلمان بن حمد آل خليفة ولي عهد البحرين، الأمير خالد الفيصل أمير منطقة مكة، الشيخ محمد أحمد، قائد الأركان العامة الموريتاني، الشيخ محمد الخالد الحمد الصباح، ممثل أمير الكويت ووزير الدفاع الكويتي بالإضافة إلى علي عبدالعال رئيس مجلس النواب و شريف إسماعيل رئيس مجلس الوزراء وقتها والفريق أول صدقي صبحي وزير الدفاع والإنتاج الحربي وقتها.

## منشآت القاعدة
تضم القاعدة 1155 مبنى ومنشأة وبها 8 بوابات رئيسية و8 بوابات داخلية للوحدات وتضم فوجا لنقل الدبابات يسع نحو 451 ناقلة حديثة، لنقل الدبابات الثقيلة وبها 72 ميداناً متكاملا لميادين التدريب التخصصي، وميادين رماية الأسلحة الصغيرة، ومجمع ميادين الرماية التكتيكية الإلكترونية.وتضم مدينة سكنية بداخلها منها 27 استراحة مخصصة لكبار القادة، و14 عمارة مخصصة للضباط، تم تجهيزها بأثاث فندقي، و15 عمارة مماثلة لضباط الصف، مع رفع كفاءة وتطوير مبنييّن مجهزين لإيواء الجنود بطاقة 1000 فرد، وقاعات للمحاضرات والتدريب.
وتضم قاعة للمؤتمرات متعددة الأغراض تسع 1600 فرد، ملحق بها مسرح مجهز بأحدث التقنيات ومركز للمباريات الحربية وتختة الرمل، ومعامل للغات والحواسب الآلية ومتحف للرئيس الراحل محمد نجيب.وتضم أيضاً قرية رياضية عبارة عن صالة مغطاة وملعب كرة قدم أوليمبي، وناد للضباط وآخر لضباط الصف، مجهزان بحمام سباحة و6 ملاعب مفتوحة وملاعب لكرة السلة والطائرة واليد.

### الصوب الزراعية
تضم القاعدة 1302 بيت زراعي بأحدث التقنيات العالمية وتتراوح مساحة البيت الواحد بين 3 إلى 12 فدانا على مساحة 500 فدان.